# 大多喜城讃歌
『大多喜城賛歌』（おおたきじょうさんか）は、日本の民謡の一つである。

## 内容
『大多喜城賛歌』は作詞者尾本信平、作曲者市角源一である。
また尾本と市角は地元大多喜中学校の校歌も手がけた。
また大多喜小学校では毎年秋の運動会の際
午前のプログラムの最後に児童と保護者それに地元住人が地元で考案されたと思われる踊りを行う。